# Cerkiew Przemienienia Pańskiego w Berezce
Cerkiew Przemienienia Pańskiego w Berezce – greckokatolicka murowana cerkiew, wzniesiona we wsi Berezka.
Po 1947 opuszczona, obecnie w stanie ruiny.

## Historia
Cerkiew w Beresce wzniesiono w roku 1868. Zastąpiła we wsi wcześniejszą drewnianą cerkiew, pochodzącą z XV wieku (prawdopodobnie z roku 1444 – taka data widniała na jednej z belek ściągających zwieńczenie), która rozebrana została w drugiej połowie XIX wieku. W roku 1914 przeprowadzono renowację ikonostasu, zaś w roku 1920 odnowiono całą cerkiew. Po roku 1947 stała opuszczona. W roku 1950 bez powodzenia próbował przejąć ją kościół rzymskokatolicki. 2 lutego 1953 roku Państwowe Gospodarstwo Rolne w Olszanicy otrzymało od Prezydium Wojewódzkiej Rady Narodowej zezwolenie na rozbiórkę cerkwi w Beresce, a także cerkwi w Dziurdziowie, Hoczwi, Mchawie, Myczkowie i Średniej Wsi. Do rozbiórki jednak nie doszło, gdyż w maju tego samego roku w Beresce powstała spółdzielnia produkcyjna, której ostatecznie przekazano budynek cerkwi. W latach 50. zerwana została blacha z dachu. Obecnie cerkiew znajduje się w ruinie. Zachowały się mury do wysokości gzymsu koronującego.

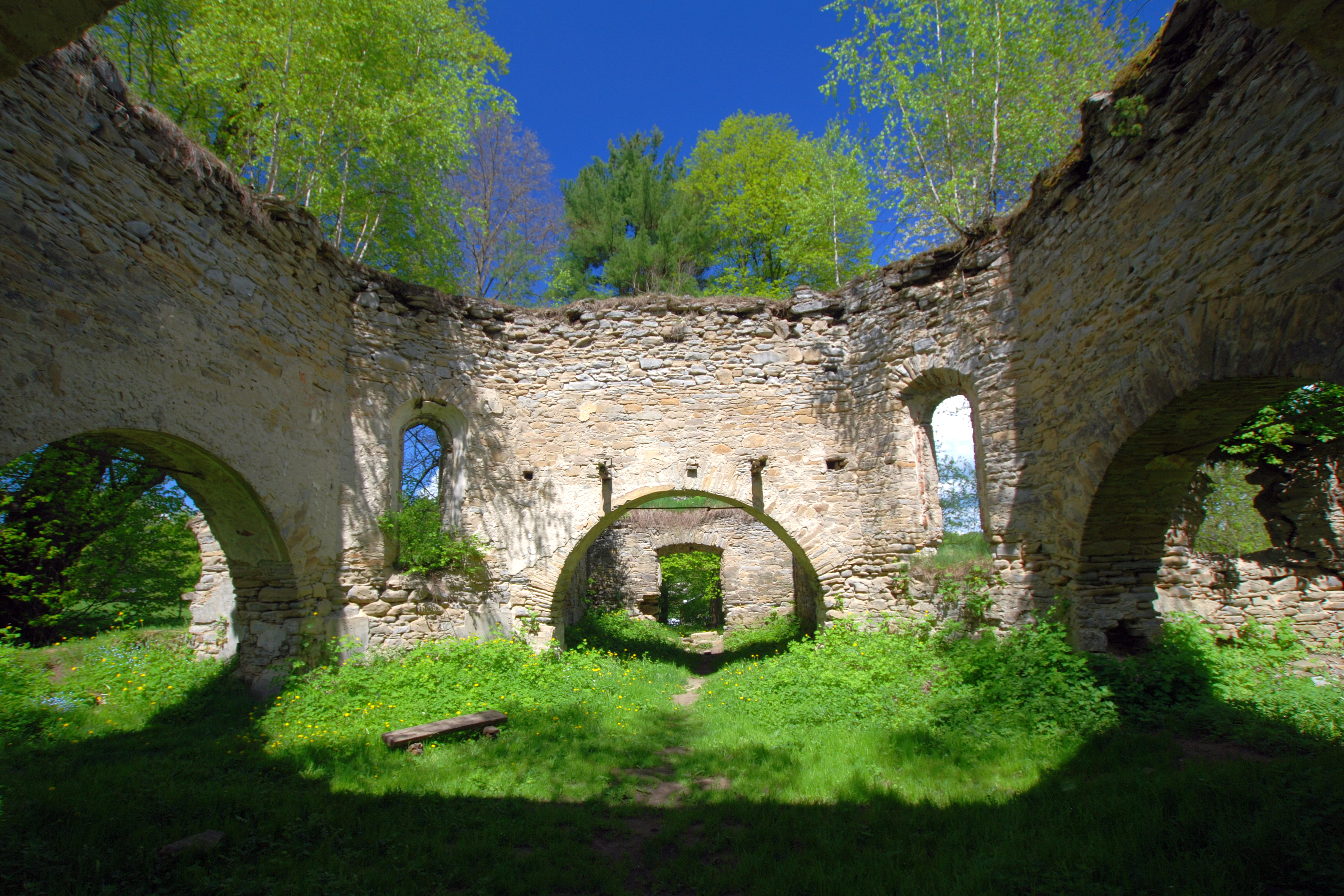
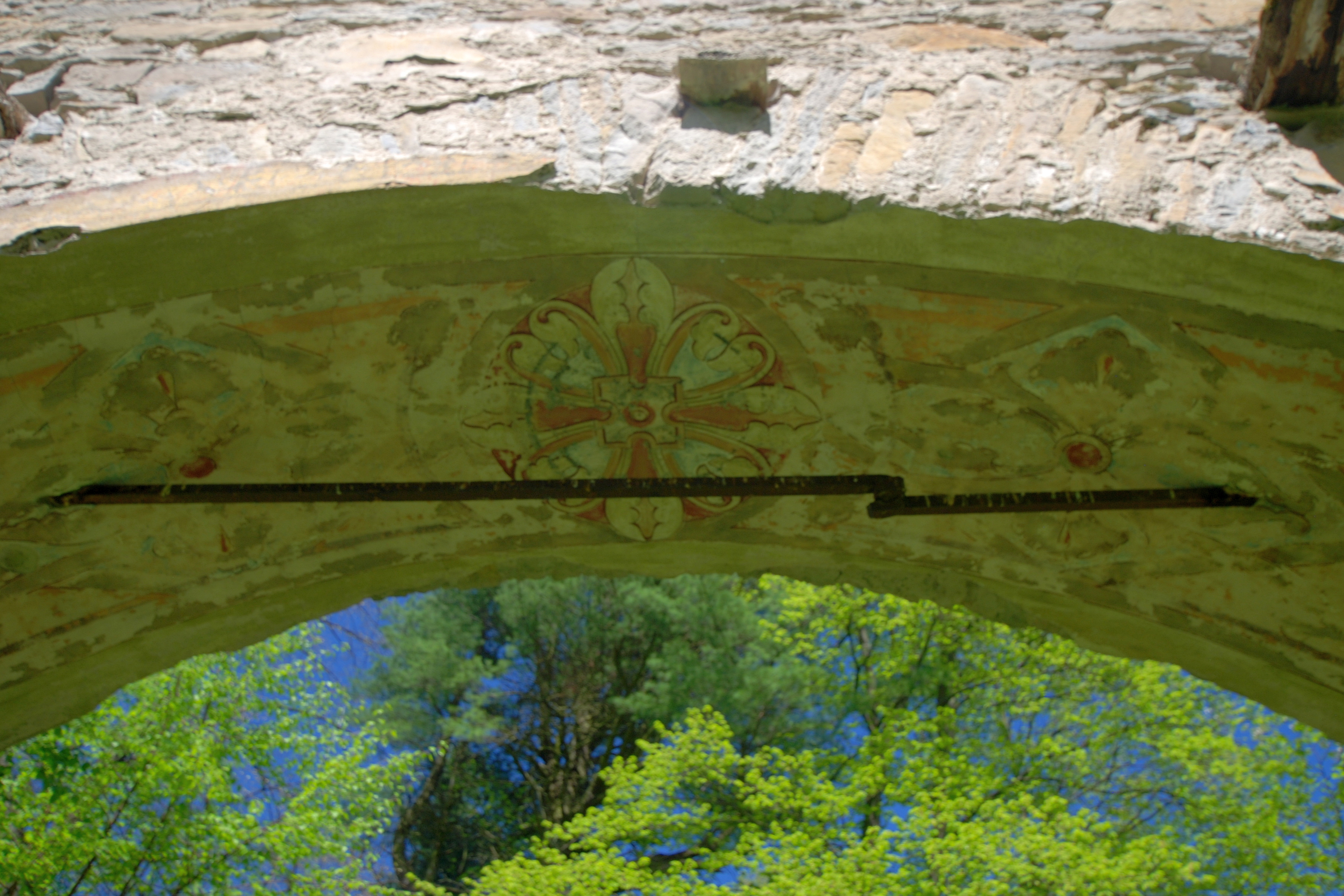
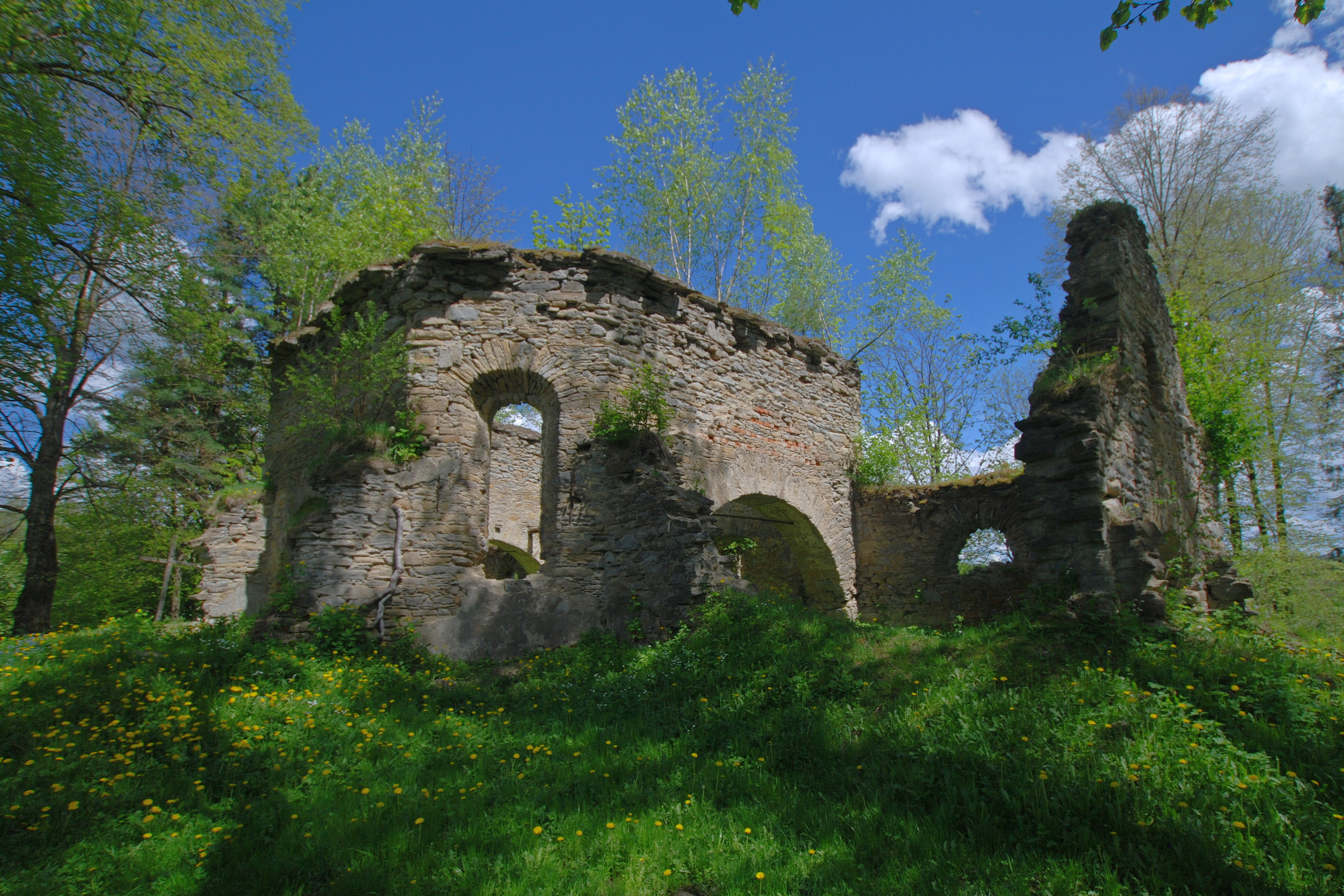

## Budowa
Nawa, zbudowana na planie ośmiokąta, nieproporcjonalnie duża w porównaniu z babińcem i prezbiterium, wzniesionymi na planie prostokąta. Nad nawą znajdowała się, niezachowana do czasów obecnych, ośmiopolowa kopuła o konstrukcji drewnianej.

## Wokół cerkwi

### Dzwonnica
Przy cerkwi znajdowała się nieistniejąca już dzwonnica, na której w XIX wieku wisiały, opatrzone ruskimi napisami, dwa dzwony z 1671 i 1697 roku.

### Murowana kaplica
Na miejscu rozebranej cerkwi z XV wieku wzniesiono w XIX wieku murowaną kaplicę. Od 1970, po powiększeniu, służyła jako kościół rzymskokatolicki. Została rozebrana w latach 90. XX wieku, a na jej miejscu wybudowano nowy kościół.